# Mutanj
Mutanj (cyr. Мутањ) – wieś w Serbii, w okręgu morawickim, w gminie Gornji Milanovac. W 2011 roku liczyła 46 mieszkańców.